# Franziska Hellmuth
Franziska Hellmuth, nata Wolff (Magonza, 1746 – ...), è stata un'attrice e cantante lirica tedesca.

## Biografia
Sposata con Johann Friedrich Hellmuth il 26 febbraio 1770, ebbe una figlia, Marianne Müller, poi diventata attrice pure lei.
Faceva parte, così come suo marito della compagnia di teatro di Abel Seyler, nella quale era soprannominata l'anziana in relazione alla sua suocera, Josepha Hellmuth, la moglie di un fratello minore di Johann Friedrich. Franziska aveva spesso ruoli di amante, piccole parte nelle operette, e ruoli di comprimarie nel teatro. Si esibì a Monaco di Baviera nel ruolo di Delila nelle Tre soltane (Drei Sultaninnen) nel 1770. Poi venne a Berlino nel 1789, e vi interpretò il ruolo di Cordula nella Betrug durch Uberglauben il 21 gennaio. Vi rimase fino al 1792, quando si ritirò dalle scene.

## Interpretazioni
- Delila nelle Tre sultane a Monaco di Baviera, nel 1770
- Cordula nella Betrug durch Aberglauben di Carl Ditters von Dittersdorf a Berlino, nel 1789